# Pietro Ambarach
Pietro Ambarach (1663 – 1742) fue un orientalista libanés.

## Vida
Nacido el 15 de abril de 1663 a Batha, Líbano, cursó desde su niñez (1672-1685) en el Colegio Maronita de Roma, y obtuvo el doctorado en teología. Ordenado por el patriarca maronita en el Líbano, sirvió de párroco y, en 1691, fue enviado a Roma para resolver una disputa jurídica. Cumplida su misión con éxito, fue invitado a Florencia por Cosme III de Médici para restablecer su imprenta y preparar la edición de los manuscritos orientales de las bibliotecas palatina y laurenciana. Asimismo, fue profesor de ciencias bíblicas en el Ateneo de Pisa. Ambarach entró en la Compañía de Jesús y, tras el noviciado, pasó (1710) a la casa profesa de Roma para el resto de su vida. Con sus bienes, contribuyó a fundar el seminario maronita San Elías de Antoura en el Monte Líbano. Por muchos años tuvo lecciones sacras en la iglesia del Gesú y fue padre espiritual de la comunidad. Clemente XI lo nombró para la comisión encargada de editar la biblia de los Setenta, así como de otras obras en griego, siriaco y árabe. Emprendió la edición del texto siríaco vaticano de las obras de San Efrén, junto con la versión latina, notas y comentarios, pero murió antes de terminar el tercer volumen; éste fue completado y publicado por Stefano Evodio Assemani, quien esbozó la biograffa de Ambarach en el prólogo.

## Obras
- Menologium Graecorum jussu Basilii Imperatoris... nunc primum graece et latine prodit, 3 v. (Roma, 1727).
- Sancti Patris Nostri Ephraem Syri opera omnia quae exstant, 3 v. (Roma, 1737-1743).